# 羅緄
羅緄（1548年—1608年），字承文，號存沖，四川嘉定州竈籍。

## 生平
行二，治《書經》，由學生中式己卯鄉試十三名舉人，年三十九歲中式萬曆十四年（1586年）丙戌科會試二百七十四名，第三甲第二百四十八名進士，刑部观政。历官长沙府知府，擢升雲南副使。

## 家族
曾祖羅秉善；祖羅裕；父羅仕登；嫡母袁氏；繼母劉氏；生母高氏。慈侍下，妻王氏，繼妻季氏；馮氏；敖氏；兄縉（生員），子惟斗（生員）；惟奎；惟井；惟巽。